# Rorschach (Svizzera)
Rorschach (toponimo tedesco) è un comune svizzero di 9 955 abitanti del Canton San Gallo, nel distretto di Rorschach del quale è capoluogo; ha il titolo di città.

## Geografia fisica
Il territorio di Rorschach si estende sulla sponda sudorientale del lago di Costanza.

## Storia
Rorschach è menzionata per la prima volta nell'850 con il nome di Rorscachun; nel 947 l'imperatore Ottone I concesse all'abate di San Gallo Cralone il diritto di gestire il mercato, di battere moneta e di riscuotere il dazio.

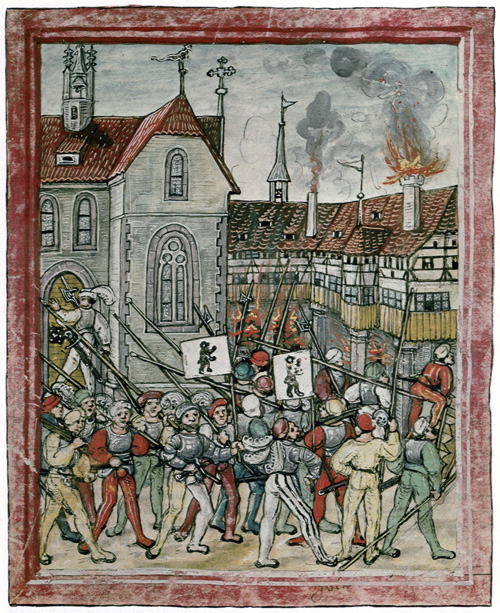
La Rorschacher Klosterbruch

Nel 1487 l'abate di San Gallo Ulrich Rösch avviò la costruzione dell'abbazia di Mariaberg a Rorschach con l'intenzione di trasferirvi la sede dell'abbazia di San Gallo per sottrarsi ai conflitti con la città di San Gallo e sfruttare le potenzialità delle rotte commerciali sul lago di Costanza; nel 1489 gli abitanti di San Gallo, Appenzello e del Rheintal saccheggiarono e distrussero il nuovo convento (Rorschacher Klosterbruch) e l'episodio scatenò la guerra di San Gallo, nella quale quattro cantoni della Vecchia Confederazione (Zurigo, Lucerna, Svitto e Glarona) sostennero l'abate contro sangallesi e appenzellesi.
Nel 1490 San Gallo, assediata, si arrese; l'abate fu costretto a rimanere nella città sconfitta, ma nel 1497 fu autorizzato a ricostruire a Rorschach l'abbazia di Mariaberg (completata nel 1518), rimanendo tuttavia alle dipendenze di quella di San Gallo.
Il comune politico di Rorschach è stato istituito nel 1803.

## Monumenti e luoghi d'interesse

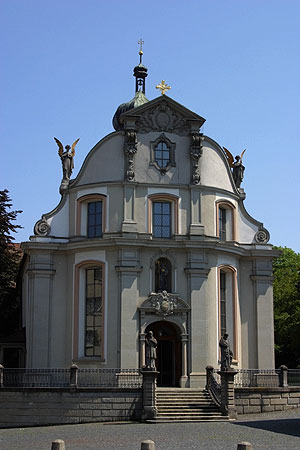
La chiesa dei Santi Colombano e Costanzo

- Chiesa parrocchiale cattolicadei Santi Colombano e Costanzo, eretta nell'VIII secolo, attestata come parrocchia dal XIII secolo e ricostruita nel 1438 e nel 1782[senza fonte][3];
- Chiesa cattolica del Sacro Cuore di Gesù;
- Chiesa riformata;
- Ex abbazia di Mariaberg, fondata nel 1487 e ricostruita nel 1497-1518[3][4];

- Badhütte, bagno pubblico sul lago di Costanza costruito su pali di cemento, accessibile tramite una passerella; la costruzione fu facilitata dalle basse acque del 1923 e fu aperto per la stagione balneare del 1924[5].

## Società

### Evoluzione demografica
L'evoluzione demografica è riportata nella seguente tabella (nel 1468 con Rorschacherberg):
Abitanti censiti

## Cultura

### Musei
- Museum im Kornhaus;
- Forum Würth.

## Geografia antropica

### Urbanistica
Rorschach costituisce un'agglomerazione urbana con il limitrofo comune di Rorschacherberg.

## Economia
L'economia locale si basa prevalentemente sul settore terziario.

## Infrastrutture e trasporti

### Strade
Rorschach è attraversata dalle strade principali 7 e 13.

### Ferrovie

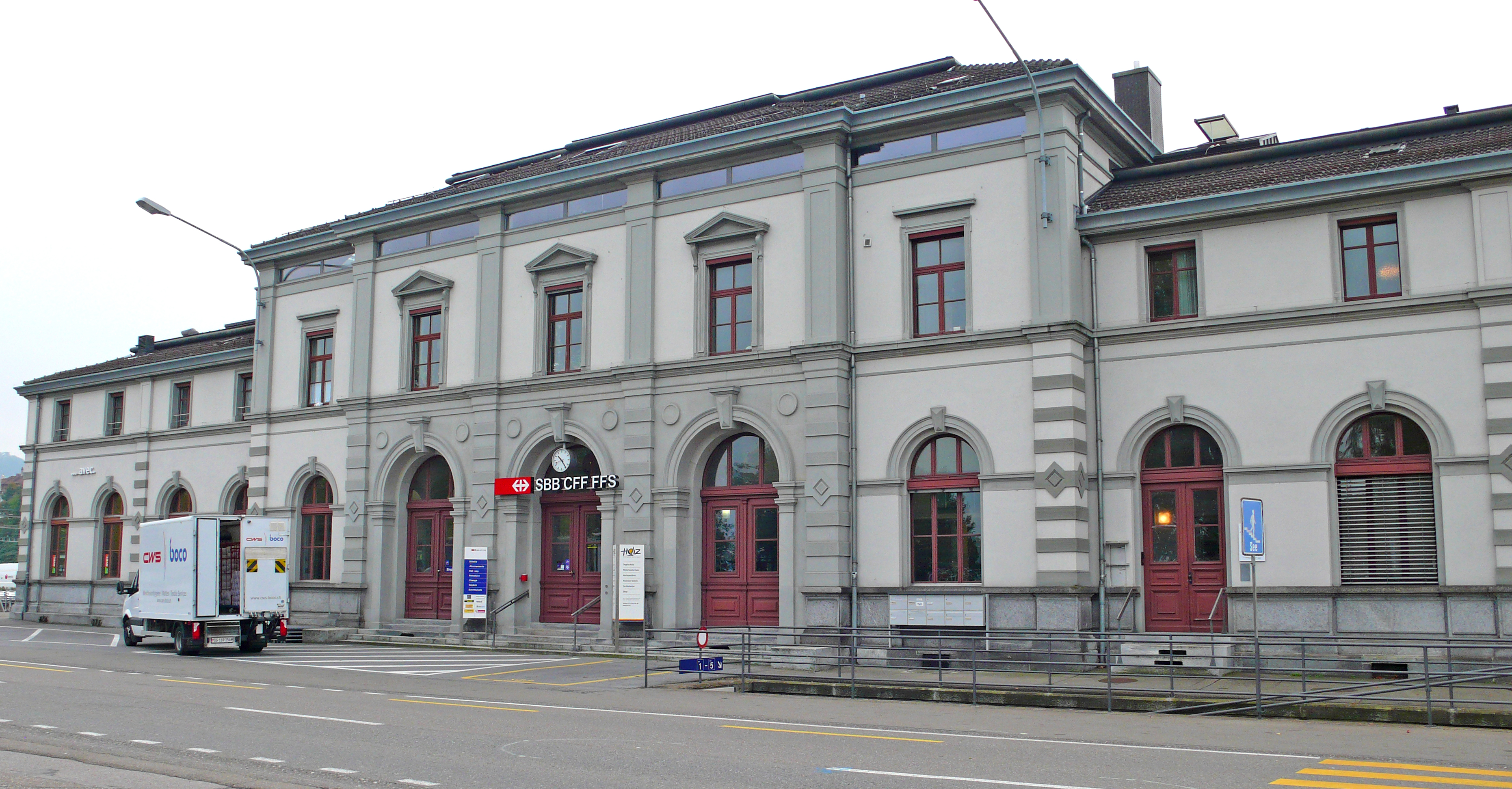
La stazione di Rorschach

Rorschach è servita dall'omonima stazione, capolinea delle linee da Sciaffusa, da Coira, da San Gallo e da Heiden. Altre stazioni nel comune sono quelle di Rorschach Hafen e Rorschach Stadt.

### Porti

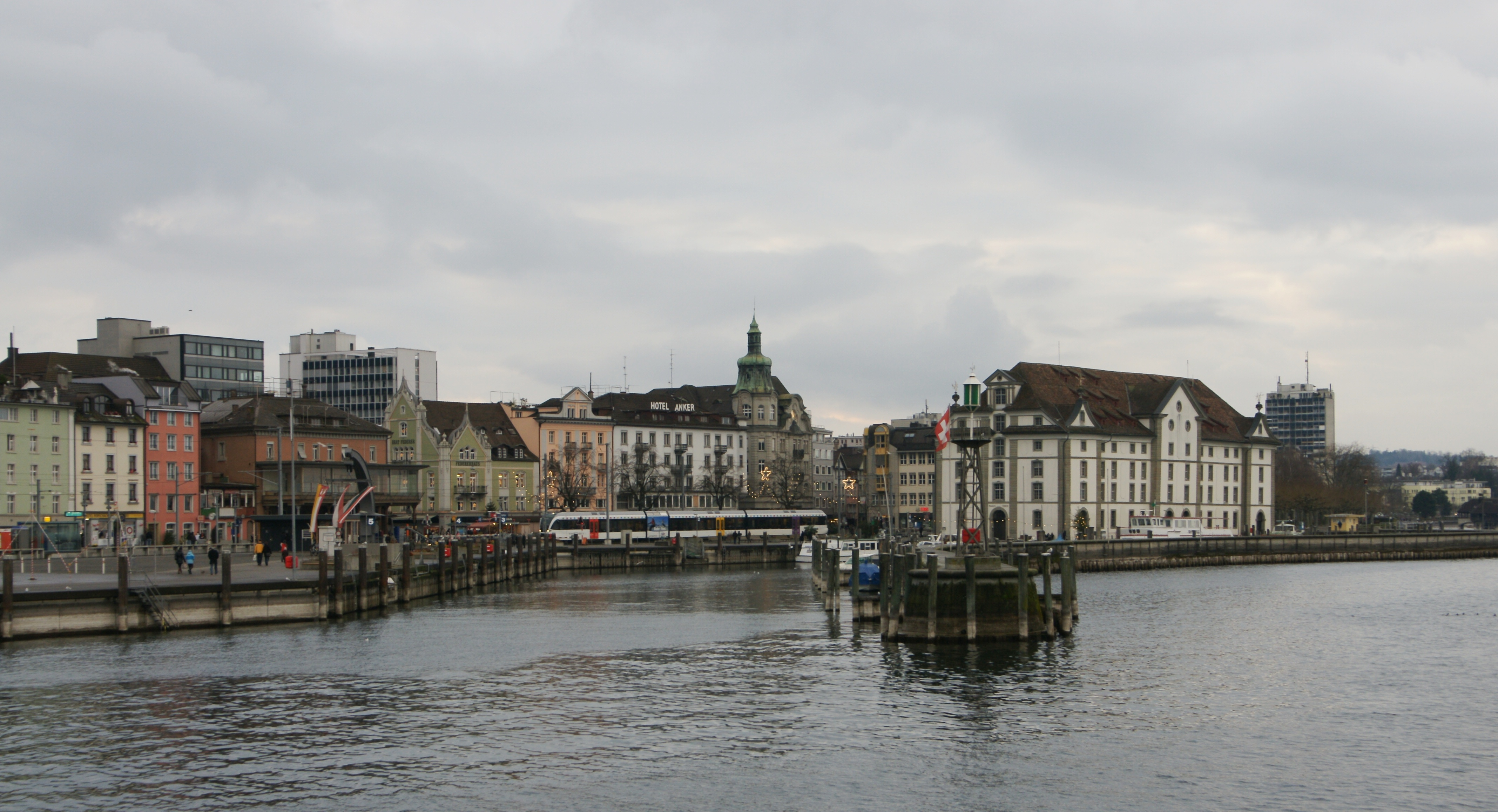
Il porto di Rorschach

Il porto di Rorschach è servito dalle linee di navigazione del lago di Costanza (Weiße Flotte).